# Стасіневич Євгеній Олександрович
Євгеній Олександрович Стасіневич (нар. 15 червня 1987, м. Київ) — український літературний критик і літературознавець, лектор, теле- та радіоведучий, куратор мистецьких проєктів.

## Життєпис
Євгеній Стасіневич народився 15 червня 1987 року в Києві. Закінчив спеціалізовану школу № 196 та  Національний університет «Києво-Могилянська академія» – за спеціальністю «Філологія. Теорія, історія літератури та компаративістика». 
Друкувався про літературу та культуру e ЛітАкцент, INSIDER, Читомо, Lb.ua, The Village Україна та інших медіа.
У 2017-2018 роках вів програму про літературу та книжки «Букоголіки» на телеканалі UA:Перший, а також програму «Лекторій. Література» на каналі «Суспільне Культура» разом із видавцем і літературознавцем Ростиславом Семківим.  
Працював ведучим авторських програм на радіо «Голос Столиці» («Історія без істерики») та Old Fashioned Radio («Гонзо-ефір» разом із Тетяною Кісельчук).[джерело?]
Став куратором таких проєктів: літературного лекторію «Читати/говорити: лекторій» під час Книжкового арсеналу 2017 року, виставки-досвіду «Zемля: неймовірна Україна», допоміг розробити національну кампанію «Світ Сковороди»[джерело?]. Був співкуратором інтерактивної виставки Ukraine WOW (2019, разом із Ксенією Малих) та мистецького проєкту «Леся Українка: 150 імен» (2021, разом із Павлом Гудімовим)[джерело?].
Євгеній Стасіневич входить до складу журі декількох літературних премій. Серед них Національна премія України імені Тараса Шевченка, також був головою журі рейтингу «30 найкращих оповідань» від Радіо НВ.
Професійні зацікавлення
Українська та західні літератури 19 і 20 століть, практика й історія літературної критики, теорії літератури, критика як ширша інтелектуальна ініціатива.